# Brooklyn Bridge-City Hall/Chambers Street
Brooklyn Bridge-City Hall/Chambers Street è una stazione della metropolitana di New York situata all'incrocio tra le linee IRT Lexington Avenue e BMT Nassau Street. Nel 2019 è stata utilizzata da 9 065 146 passeggeri. È servita dalle linee 4, 6 e J sempre e dalla linea 5 sempre tranne di notte. Durante l'ora di punta del mattino in direzione Manhattan e l'ora di punta del pomeriggio nell'altra direzione la stazione è servita anche dalla linea Z e dalle corse espresse della linea 6.

## Storia
La stazione sulla linea IRT Lexington Avenue fu aperta il 27 ottobre 1904, mentre quella sulla linea BMT Nassau Street venne inaugurata il 4 agosto 1913. Le due stazioni furono collegate tra di loro il 1º luglio 1948.

## Strutture e impianti
La stazione della linea IRT Lexington Avenue è posta al di sotto di Centre Street, ha due banchine ad isola e quattro binari, i due esterni per i treni locali e i due interni per quelli espressi. La stazione disponeva anche di due banchine laterali che nel 1910 vennero chiuse e murate. Le due banchine sono collegate tra loro da due corridoi, posti sopra il piano binari e localizzati nella zona centrale e meridionale, che portano alle sette uscite per il piano stradale, due all'interno del City Hall Park, una nella piazza del Manhattan Municipal Building, due su Frankfort Street e due all'incrocio tra Reade Street e Centre Street. Nella zona nord si trova un altro collegamento tra le banchine posto invece sotto il piano binari.
La stazione della linea BMT Nassau Street è posta al di sotto del Manhattan Municipal Building, ha tre banchine ad isola, una banchina laterale e quattro binari. La banchina laterale, quella ad isola centrale e i due binari interni non sono utilizzati. Il mezzanino della stazione è diviso in due zone non comunicanti, quella nord ha un ingresso su Foley Square, mentre quella sud ha un ingresso incorporato all'interno del Manhattan Municipal Building. Ognuna delle due zone è dotata di un corridoio di collegamento con la stazione IRT.

## Interscambi
La stazione è servita da alcune autolinee gestite da MTA Bus e NYCT Bus.
- Fermata autobus